# Список грибов, занесённых в Красную книгу России
Список грибов, занесённых в Красную книгу России, утвержден Приказом Министерства природных ресурсов и экологии Российской Федерации от 23 мая 2023 № 320 «Об утверждении Перечня объектов растительного мира, занесенных в Красную книгу Российской Федерации».
Ранее в Российской Федерации список содержался в Приказе МПР России от 25 октября 2005 № 289 «Об утверждении перечней (списков) объектов растительного мира, занесенных в Красную книгу Российской Федерации и исключенных из Красной книги Российской Федерации (по состоянию на 1 июня 2005 г.)»
В 2023 году в Российской Федерации был принят закон, согласно которому умышленные уничтожение или повреждение до степени прекращения роста особо ценных грибов, принадлежащих к видам, занесенным в Красную книгу Российской Федерации и (или) охраняемым международными договорами Российской Федерации, а равно незаконные добыча, сбор, приобретение, хранение, перевозка, пересылка или продажа таких грибов, их продуктов, частей и дериватов (производных) будет влечь уголовную ответственность. К особо ценным грибам правительство Российской Федерации относит (2023) один вид грибов — Рядовка мацутакэ (Tricholoma matsutake).

## Отдел Сумчатые грибы — Ascomycota

### Класс Леотиомицеты — Leotiomycetes

#### Порядок Гелотиевые — Helotiales
Семейство Гелатинодисковые — Gelatinodiscaceae
- Аскокорине торфяная — Ascocoryne turficola

### Класс Пецицомицеты — Pezizomycetes

#### Порядок Пецицевые — Pezizales
Семейство Пецицевые — Pezizaceae
- Саркосфера корончатая — Sarcosphaera coronaria

Семейство Саркосцифовые — Sarcoscyphaceae
- Микростома скученная — Microstoma aggregatum

Семейство Саркосомовые — Sarcosomataceae
- Саркосома шаровидная (Sarcosoma globosum)

Семейство Трюфелевые — Tuberaceae
- Трюфель летний (Tuber aestivum)

## Отдел Базидиальные грибы — Basidiomycota

### Класс Агарикомицеты — Agaricomycetes

#### Порядок Агариковые — Agaricales
Семейство Шампиньоновые — Agaricaceae
- Флоккулярия желто-зелёная — Floccularia luteovirens

Семейство Мухоморовые — Amanitaceae
- Мухомор крошащийся [Поплавок крошащийся] (Amanita friabilis)

Семейство Клавариевые — Clavariaceae
- Рогатик субарктический — Clavulinopsis subarctica

Семейство Паутинниковые — Cortinariaceae
- Паутинник душистый — Cortinarius odoratus
- Паутинник узнаваемый — Cortinarius sodagnitus

Семейство Энтоломовые — Entolomataceae
- Энтолома разноцветная — Entoloma allochroum
- Энтолома Блоксама — Entoloma bloxamii
- Энтолома Евгения — Entoloma eugenei

Семейство Гигрофоровые — Hygrophoraceae
- Гигроцибе сванетская — Hygrocybe swanetica
- Порполомопсис колпачковидный — Porpolomopsis calyptriformis

Семейство Дождевиковые — Lycoperdaceae
- Порховка болотная — Bovista paludosa
- Бриопердон заострённый — Bryoperdon acuminatum

Семейство Физалакриевые — Physalacriaceae
- Опёнок чеканный — Desarmillaria ectypa

Семейство Вёшенковые — Pleurotaceae
- Вёшенка небродийская, чаудинский белый гриб — Pleurotus nebrodensis

Семейство Рядовковые — Tricholomataceae
- Чешуйница древесинная — Leucopholiota lignicola [Lepiota lignicola]
- Рядовка-исполин, рядовка-колосс  (Tricholoma colossus)
- Рядовка мацутакэ — Tricholoma matsutake

#### Порядок Болетовые — Boletales
Семейство Болетовые — Boletaceae
- Бухвальдоболет древесинный — Buchwaldoboletus lignicola
- Перечный гриб рубиновый  (Rubinoboletus rubinus)
- Руброболет Дюпена — Rubroboletus dupainii
- Шишкогриб хлопьеножковый (Strobilomyces strobilaceus) [Strobilomyces floccopus]

Семейство Мокруховые — Gomphidiaceae
- Мокруха жёлтоножковая  (Chroogomphus flavipes)

Семейство Гиропоровые — Gyroporaceae
- Гиропор точечный — Gyroporus punctatus

Семейство Тапинелловые — Tapinellaceae
- Бондарцевомицес тисовый — Bondarcevomyces taxi

#### Порядок Весёлковые — Phallales
Семейство Гастроспориевые — Gastrosporiaceae
- Гастроспориум простой — Gastrosporium simplex

#### Порядок Сыроежковые — Russulales
Семейство Аурискальпиевые — Auriscalpiaceae
- Артомицес гребенчатый — Artomyces cristatus

Семейство Бондарцевиевые — Bondarzewiaceae
- Бондарцевия плёнчатая — Bondarzewia mesenterica

Семейство Герициевые — Hericiaceae
- Ежовик плетистый [Ежовик альпийский] — Hericium flagellum [Hericium alpestre]

#### Порядок Полипоровые — Polyporales
Семейство Аурипориевые — Auriporiaceae
- Аурипория золотистая — Auriporia aurulenta

Семейство Фомитопсисовые — Fomitopsidaceae
- Буглоссопорус дубовый — Buglossoporus quercinus

Семейство Ганодермовые — Ganodermataceae
- Трутовик лакированный (Ganoderma lucidum)

Семейство Грифоловые — Grifolaceae
- Грифола курчавая, гриб-баран (Grifola frondosa)

Семейство Мерулиевые — Meruliaceae
- Аурантипорус шафранно-жёлтый — Aurantiporus croceus

Семейство Полипоровые — Polyporaceae
- Трутовик корнелюбивый — Picipes rhizophilus

Семейство Пикнопорелловые — Pycnoporellaceae
- Пикнопореллус бело-жёлтый — Pycnoporellus alboluteus

Семейство Спарассисовые — Sparassidaceae
- Спарассис курчавый, грибная капуста  (Sparassis crispa)

#### Порядок Телефоровые — Thelephorales
Семейство Банкеровые — Bankeraceae
- Болетопсис бело-черный  (Boletopsis leucomelaena)